# Charles D. Walker
Charles David Walker (* 29. August 1948 in Bedford, Bundesstaat Indiana, USA) ist ein ehemaliger US-amerikanischer Astronaut. 
Walker erhielt 1971 einen Bachelor in Luft- und Raumfahrttechnik von der Purdue University.
Nach seinem Studium arbeitete Walker als Bauingenieur, Landvermesser und Waldbrandbekämpfer für den United States Forest Service. Anschließend wechselte er zur Bendix Aerospace Company. 1977 kam er als Testingenieur für Antriebssystem des Space-Shuttles zu McDonnell Douglas. Er ist Mitglied des Electrophoresis Operations in Space (EOS)-Teams. Er hält zudem ein Patent für das Continuous-Flow-Electrophoresis-Gerät (CFES). 

## Astronautentätigkeit
Von 1979 bis 1986 war Walker Chefingenieur und Nutzlastspezialist im EOS-Projekt von McDonnell Douglas. Er betreute das CFES-Experiment und wies auch andere Astronauten in das CFES-Gerät ein, das mit den Shuttle-Missionen STS-4, STS-6, STS-7 und STS-8 ins All flog. Bei seinen eigenen Raumflügen begleitete ihn ebenfalls die CFES-Ausrüstung.

### STS-41-D
Bei seinem ersten Raumflug war Walker Nutzlastspezialist auf dem Jungfernflug der Raumfähre Discovery am 30. August 1984. Außer dem Kommandant waren er und die anderen vier Besatzungsmitglieder allesamt Weltraumneulinge. Während der sechstägigen Mission wurden die drei Satelliten SBS-D, SYNCOM IV-2 (auch bekannt als LEASAT 2) und Telstar 3-C ausgesetzt. Außerdem wurden das OAST-1-Solarzellenexperiment und das Experiment CFES-III zur Erforschung des Kristallwachstums durchgeführt. Daneben wurden auch Aufnahmen mit einer mitgeführten IMAX-Kamera gemacht. Mit dem Roboterarm des Shuttles mussten während der Mission gefährliche Eisplatten vom Orbiter entfernt werden.

### STS-51-D
Am 12. April 1985 startete Walker als Nutzlastspezialist mit der Raumfähre Discovery zum zweiten Mal ins All. Nutzlast waren die beiden Satelliten TELESAT-9 und LEASAT-3. Beim letzteren funktionierte jedoch die automatische Inbetriebnahme der Antenne und des Triebwerks nicht. Trotz eines Weltraumausstiegs durch die Astronauten Jeffrey Hoffman und David Griggs konnte dieser Defekt nicht behoben werden.

### STS-61-B
Am 27. November 1985 startete Walker als Nutzlastspezialist mit der Raumfähre Atlantis ins All. Im Rahmen dieser Mission wurden die drei Kommunikationssatelliten MORELOS-B (Mexiko), AUSSAT-2 (Australien) und SATCOM KU-2 ausgesetzt. Bei zwei Außenbordaktivitäten erprobten seine Astronautenkollegen Jerry Ross und Sherwood Spring Verfahren zum Zusammenbau von Konstruktionselementen im Weltraum.

## Nach der NASA
Nach dem Ausscheiden bei der NASA ging Walker als Senior Manager für Space Programs Development and Marketing (Raumfahrt Programmentwicklung und Vertrieb) zu Boeing. Er ist auch ein ehemaliger Präsident der National Space Society.

## Privates
Charles Walker ist verheiratet und hat ein Kind.